# Newcastleton
Newcastleton ou Copshaw Holm est un village dans les Scottish Borders (Écosse), plus précisément dans le Roxburghshire, à quelques kilomètres de la frontière anglaise. 
Le village est dans le Liddesdale, au bord de la rivière Liddel. Le château de l'Hermitage s'y trouve.
Newcastleton est situé à 16 km à l'est de Langholm et à 27 km au sud de Hawick.

## Histoire
Newcastleton est construit à la suite de la Land Clearances des années 1790. Les habitants du vieux Castleton ont été obligés de déménager.
Depuis 1970, un festival de folk à lieu dans le village. L'autre nom du village, Copshaw Holm, est célébré dans la chanson Copshawholm Fair écrite par David Anderson en 1830, et chanté par Willie Scott entre autres.

## Installations
Newcastleton possède deux hôtels, quelques boutiques, trois pubs, un quatrième était ouvert jusqu'en 2011, deux cafés, une école primaire et une église. Il y a aussi un médecin. Après une levée de fonds une station essence fut installée en 2018. L'église du village (construite en 1803) accueille le Liddesdale Heritage center, un musée consacré à la culture et à l'histoire du Liddesdale. La forêt de Newcastleton se trouve près du village.
Dans le village se situe aussi Whithaugh Park, un centre de résidence et d'activités extérieure, dirigé par Rock UK (anciennement Barnabas Adventure Centres), qui offrent aux jeunes l'opportunité de tester différentes activités. Newcatleton possède un terrain multisports, un gymnase et un terrain de foot.
Il y a aussi un terrain de golf à neuf trous, situé sur l'Holm Hill.

## Transport
Le village est directement lié à Hawick et Carlisle en bus. De 1862 à 1969 Newcastleton était desservi par le train.

## Événements
Le village accueil chaque année un festival de musique, ainsi que le Holm Show et un petit festival d'agriculture traditionnelle. 